# Ray Dalton
Raymond A. Dalton (ur. 10 maja 1991 w Waszyngtonie) – amerykański piosenkarz i autor tekstów pięciokrotnie nominowany, w tym dwukrotnie wyróżniony nagrodą Grammy za współpracę w tworzeniu singla „Can’t Hold Us”.

## Życiorys

### Dzieciństwo i młodość
Ray Dalton urodził się 10 maja 1991 roku. Jego ojciec był Afroamerykaninem i profesjonalnym rowerzystą, a matka Amerykanką pochodzenia meksykańskiego. Jako dziecko był członkiem chóru dziecięcego Seattle Children’s Chorus. W wieku 16 lat Dalton dołączył do chóru gospel Total Experience. Z tym zespołem występował w Japonii i Korei Południowej, a także trzy razy zaśpiewał dla ówczesnego prezydenta Baracka Obamy. Na początku kariery mówił o sobie, że jest fanem zespołu Fleetwood Mac. Do czasu debiutu z Macklemore i Ryanem Lewisem pracował jako instruktor tenisa.

### Kariera

#### 2011 – 2019: Początki

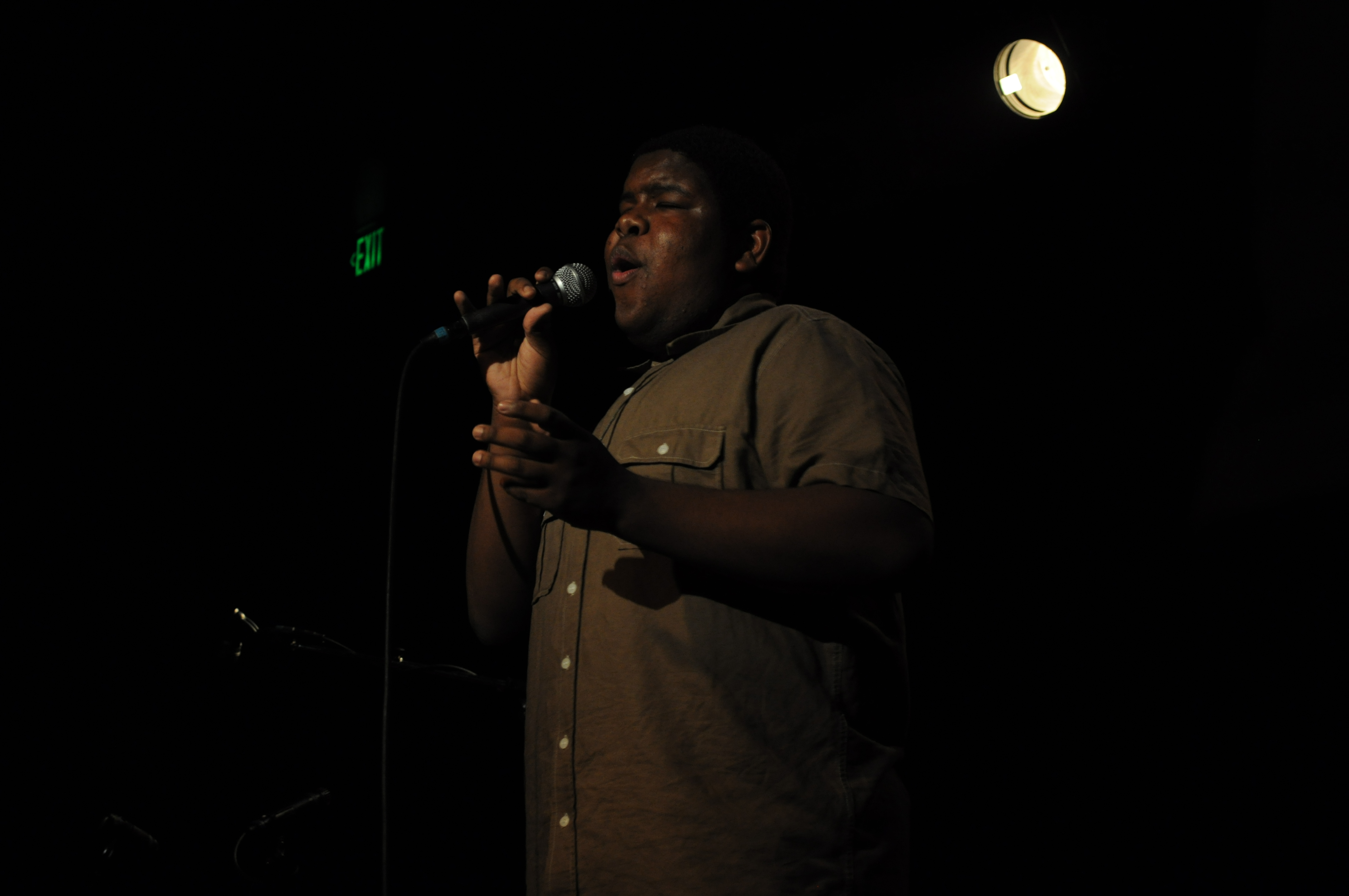
Ray Dalton w 2010 roku

Pierwszą piosenką, w której śpiewał Ray Dalton był utwór „Trippin”. Powstał w okresie, gdy Ray wchodził w skład lokalnego hip-hopowego zespołu z Seattle nazywającego się Superfire. Następnie występował z grupą Dyno Jamz, wykonując z nią utwór „Kingdom Come” w 2010 roku.

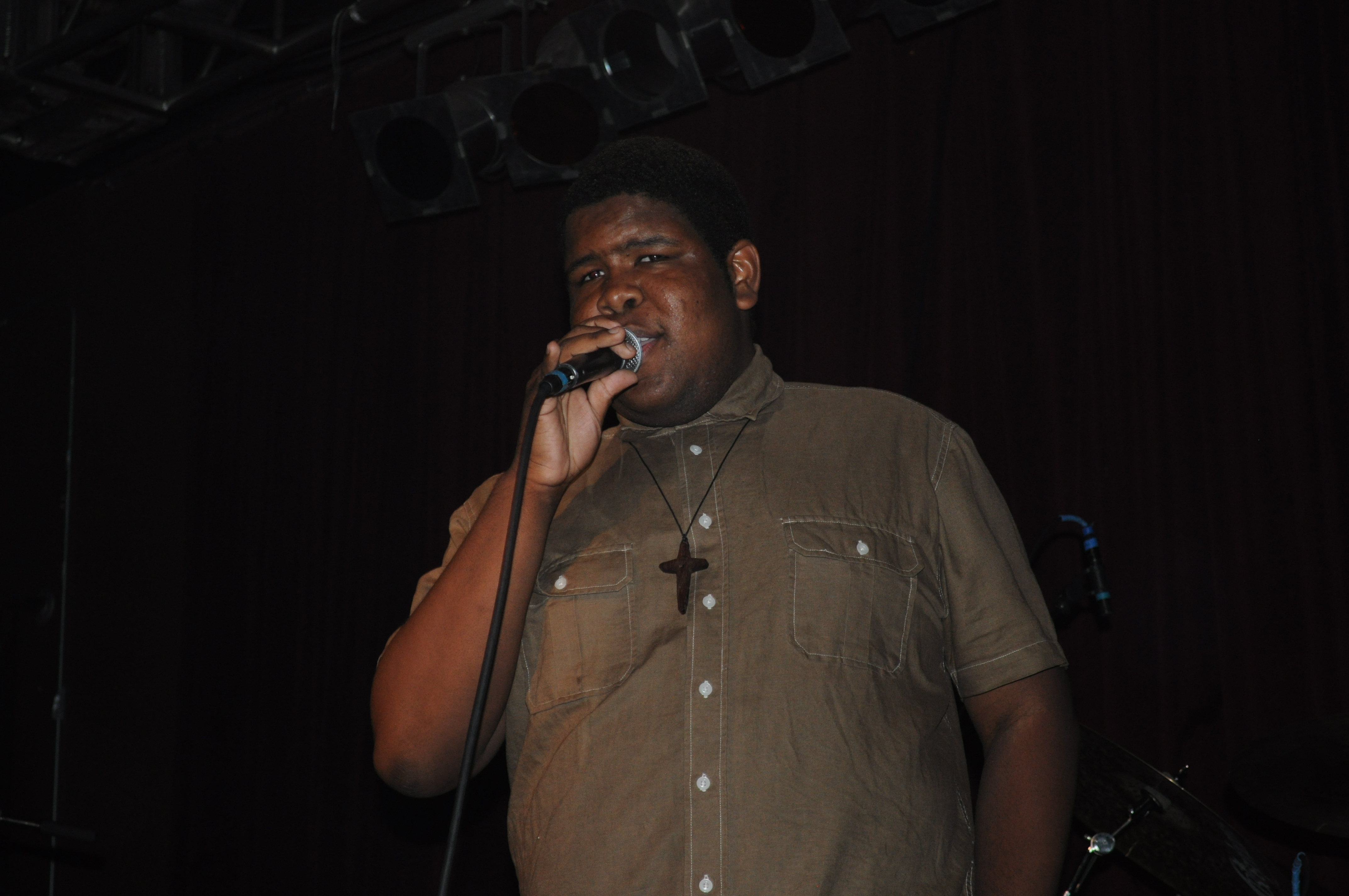
Ray Dalton w 2010 roku

Jednym z najbardziej rozpoznawalnych utworów Raya Daltona był utwór stworzony z Macklemore i Ryanem Lewisem pod tytułem „Can’t Hold Us”. W 2011 r. nagrał wraz z Macklemore utwór „Wings” (do którego później wyszedł teledysk), który znajdował się na płycie The Heist Macklemore & Ryan Lewis.
W 2012 roku Dalton nagrał swój pierwszy solowy utwór nazwany „So Emotional”. Nie dostał się on jednak do żadnej listy przebojów. Pracował wtedy także nad pierwszym albumem „The Dalton Show”, jednak nie ukazał się on do dziś, a wpis w późniejszym czasie został usunięty.
Teledysk do singla „Can’t Hold Us” został wydany dopiero w 2013 r. Utwór znalazł się wtedy na szczycie wielu list przebojów na całym świecie. W międzyczasie nagrał także singel „Whisper” wraz z Camilą Recchio oraz piosenkę „Need Your Love” z wokalistą Sol w 2012 roku, jednak żadne z tych utworów nie dostały się do list przebojów.
W 2014 roku, Ray Dalton oraz John Mark McMillan nagrali singiel „Visceral”, jednak nie dostał się do żadnej listy przebojów.
Kolejną piosenką, w której występował Dalton był utwór Madcona pod tytułem „Don’t Worry”. Singiel ten dostał się na szczyty światowych list przebojów, a także na drugie miejsce polskiej listy AirPlay – Top. Zajął także czternaste miejsce w Przeboju 25-lecia Radia Zet.
W sierpniu 2017 roku Dalton wydał swój drugi solowy singiel – „If You Fall”, do którego 9 listopada 2017 roku stworzył teledysk. W 2018 roku wydał trzeci singel pod tytułem „Bass Down”. Jednak oba utwory nie dostały się do list przebojów.

#### 2020: „In My Bones” i „Good Times Hard Times”
W 2020 roku Dalton stworzył swój najpopularniejszy solowy utwór pod tytułem „In My Bones”. Na polskiej liście przebojów AirPlay – Top pierwszy raz ukazał się w notowaniu 14 marca – 20 marca 2020 roku. Po ponad dwóch miesiącach dostał się na drugie miejsce, na którym znajdował się przez cztery tygodnie. Na innych polskich listach przebojów także zajmował wysokie miejsca, m.in. 1. miejsce na popliście RMF FM, czy 2. miejsce na liście przebojów Radia Zet. Dostał się także do słowackiej listy przebojów IFPI, gdzie po 21 notowaniach znalazł się na miejscu 2. oraz do czeskiej listy przebojów Rádio – Top 100, gdzie po 12 notowaniach dostał się na 2. pozycję. Na terenie Europy Zachodniej nie był popularny, jednak dostał się na 83. miejsce francuskiej listy Syndicat national de l’édition phonographique, na 13. miejsce belgijskiej listy Ultratop 50 Singles oraz na 44. pozycję Ultratop 50 Singles z Walonii. Był ponadto na 26. pozycji chorwackiej listy przebojów oraz 7. pozycji listy przebojów Serbii.
25 czerwca 2020 roku na serwisie YouTube został opublikowany (26 czerwca tego samego roku został wydany oficjalny teledysk) najnowszy singel Raya Daltona – „Good Times Hard Times”.
W październiku 2020 roku wydał singiel „If You’re Tired” wraz z Connorem Duermitem. Utwór został odtworzony ponad 300 tysięcy razy w serwisie Spotify.

#### 2021: „Don't Make Me Miss You” i „Melody”
8 stycznia 2021 roku Ray Dalton wydał singiel „Don’t Make Me Miss You”. Do utworu powstał także teledysk. Dostał się on do zestawienia Ultratip (poszerzenia belgijskiej listy Ultratop 50 Singles). Znalazł się także na 1. pozycji zestawienia AirPlay – Nowości.
7 maja we współpracy z włoskim zespołem Vinai wydał singiel „Melody”. Do utworu powstał teledysk tekstowy. Utwór dostał się do streamingowej listy przebojów Apple Music w Szwajcarii,  Austrii oraz Niemiec.
W październiku tego samego roku wydał singiel „Manila” we współpracy z Álvaro Solerem. Do utworu powstał teledysk.

## Dyskografia

### Single

#### Jako główny artysta
| Rok                                                      | Tytuł                                   | Najwyższe pozycje na listach przebojów | Najwyższe pozycje na listach przebojów | Najwyższe pozycje na listach przebojów | Najwyższe pozycje na listach przebojów | Najwyższe pozycje na listach przebojów | Najwyższe pozycje na listach przebojów | Najwyższe pozycje na listach przebojów | Najwyższe pozycje na listach przebojów | Najwyższe pozycje na listach przebojów | Najwyższe pozycje na listach przebojów | Najwyższe pozycje na listach przebojów | Najwyższe pozycje na listach przebojów | Certyfikat                                                       | Album |
| Rok                                                      | Tytuł                                   | AUT                                    | BEL (Fl)                               | BEL (Wa)                               | CRO                                    | CZE                                    | FRA                                    | NLD                                    | GER                                    | POL                                    | SRB                                    | SVK                                    | SWI                                    | Certyfikat                                                       | Album |
| -------------------------------------------------------- | --------------------------------------- | -------------------------------------- | -------------------------------------- | -------------------------------------- | -------------------------------------- | -------------------------------------- | -------------------------------------- | -------------------------------------- | -------------------------------------- | -------------------------------------- | -------------------------------------- | -------------------------------------- | -------------------------------------- | ---------------------------------------------------------------- | ----- |
| 2012                                                     | „So Emotional”                          | –                                      | –                                      | –                                      | –                                      | –                                      | –                                      | –                                      | –                                      | –                                      | –                                      | –                                      | –                                      | brak                                                             | –     |
| 2017                                                     | „If You Fall”                           | –                                      | –                                      | –                                      | –                                      | –                                      | –                                      | –                                      | –                                      | –                                      | –                                      | –                                      | –                                      | brak                                                             | –     |
| 2018                                                     | „Bass Down”                             | –                                      | –                                      | –                                      | –                                      | –                                      | –                                      | –                                      | –                                      | –                                      | –                                      | –                                      | –                                      | brak                                                             | –     |
| 2020                                                     | „In My Bones”                           | –                                      | 13                                     | 44                                     | 26                                     | 2                                      | 83                                     | –                                      | –                                      | 2                                      | 6                                      | 2                                      | –                                      | - AUT: złota płyta - FRA: platynowa płyta - POL: platynowa płyta | –     |
| 2020                                                     | „Good Times Hard Times”                 | –                                      | –                                      | –                                      | –                                      | –                                      | –                                      | –                                      | –                                      | –                                      | –                                      | –                                      | –                                      | brak                                                             | –     |
| 2020                                                     | „If You’re Tired” (oraz Connor Duermit) | –                                      | –                                      | –                                      | –                                      | –                                      | –                                      | –                                      | –                                      | –                                      | –                                      | –                                      | –                                      | brak                                                             | –     |
| 2021                                                     | „Don’t Make Me Miss You”                | –                                      | –                                      | –                                      | –                                      | –                                      | –                                      | –                                      | –                                      | 15                                     | –                                      | –                                      | –                                      | brak                                                             | –     |
| 2021                                                     | „Melody” (oraz Vinai)                   | –                                      | –                                      | –                                      | –                                      | –                                      | –                                      | –                                      | –                                      | –                                      | –                                      | –                                      | –                                      | brak                                                             | –     |
| 2021                                                     | „Manila” (oraz Álvaro Soler)            | 15                                     | –                                      | –                                      | –                                      | –                                      | –                                      | –                                      | 23                                     | 37                                     | –                                      | 1                                      | 19                                     | - AUT: platynowa płyta - GER: złota płyta - SWI: złota płyta     | –     |
| 2022                                                     | „The Best Is Yet to Come”               | –                                      | –                                      | –                                      | –                                      | –                                      | –                                      | –                                      | –                                      | –                                      | –                                      | –                                      | –                                      | brak                                                             | –     |
| 2022                                                     | „Call It Love” (oraz Felix Jaehn)       | 19                                     | 22                                     | –                                      | 12                                     | 4                                      | –                                      | 20                                     | 18                                     | 3                                      | 18                                     | 18                                     | 17                                     | - POL: 2× platynowa płyta                                        | –     |
| 2023                                                     | „Do It Again”                           | –                                      | –                                      | –                                      | 38                                     | –                                      | –                                      | –                                      | –                                      | 2                                      | –                                      | 1                                      | –                                      | - POL: platynowa płyta                                           | –     |
| 2024                                                     | „All We Got”                            | –                                      | –                                      | –                                      | –                                      | –                                      | –                                      | –                                      | –                                      | 17                                     | –                                      | –                                      | –                                      | - POL: złota płyta                                               | –     |
| „–” oznacza, że singel nie był notowany na danej liście. |                                         |                                        |                                        |                                        |                                        |                                        |                                        |                                        |                                        |                                        |                                        |                                        |                                        |                                                                  |       |

#### Jako artysta gościnny
| Rok                                                      | Tytuł                        | Główny artysta          | Najwyższe pozycje na listach przebojów | Najwyższe pozycje na listach przebojów | Najwyższe pozycje na listach przebojów | Najwyższe pozycje na listach przebojów | Najwyższe pozycje na listach przebojów | Najwyższe pozycje na listach przebojów | Najwyższe pozycje na listach przebojów | Najwyższe pozycje na listach przebojów | Najwyższe pozycje na listach przebojów | Najwyższe pozycje na listach przebojów | Najwyższe pozycje na listach przebojów | Certyfikat | Album                   |
| Rok                                                      | Tytuł                        | Główny artysta          | AUS                                    | BEL (Fl)                               | BEL (Wa)                               | GER                                    | FRA                                    | NOR                                    | POL                                    | SWE                                    | SWI                                    | UK                                     | US                                     | Certyfikat | Album                   |
| -------------------------------------------------------- | ---------------------------- | ----------------------- | -------------------------------------- | -------------------------------------- | -------------------------------------- | -------------------------------------- | -------------------------------------- | -------------------------------------- | -------------------------------------- | -------------------------------------- | -------------------------------------- | -------------------------------------- | -------------------------------------- | --- | ----------------------- |
| r.n.                                                     | „Trippin”                    | Superfire               | –                                      | –                                      | –                                      | –                                      | –                                      | –                                      | –                                      | –                                      | –                                      | –                                      | –                                      | brak | –                       |
| 2010                                                     | „Kingdom Come”               | Dyno Jamz               | –                                      | –                                      | –                                      | –                                      | –                                      | –                                      | –                                      | –                                      | –                                      | –                                      | –                                      | brak | Dyno Jamz               |
| 2011                                                     | „Can’t Hold Us”              | Macklemore & Ryan Lewis | 1                                      | 2                                      | 2                                      | 2                                      | 3                                      | 4                                      | 1                                      | 1                                      | 4                                      | 3                                      | 1                                      | - AUS: 7× platynowa płyta - BEL: 2× platynowa płyta - FRA: diamentowa płyta - SWI: platynowa płyta - UK: 3× platynowa płyta - US: 6× platynowa płyta | The Heist               |
| 2011                                                     | „Whisper”                    | Camila Recchio          | –                                      | –                                      | –                                      | –                                      | –                                      | –                                      | –                                      | –                                      | –                                      | –                                      | –                                      | brak | –                       |
| 2012                                                     | „Need Your Love”             | Sol                     | –                                      | –                                      | –                                      | –                                      | –                                      | –                                      | –                                      | –                                      | –                                      | –                                      | –                                      | brak | –                       |
| 2014                                                     | „Visceral”                   | John Mark McMillan      | –                                      | –                                      | –                                      | –                                      | –                                      | –                                      | –                                      | –                                      | –                                      | –                                      | –                                      | brak | The Borderland Sessions |
| 2015                                                     | „Don’t Worry”                | Madcon                  | 82                                     | 25                                     | 52                                     | 3                                      | 2                                      | 4                                      | 2                                      | 14                                     | 8                                      | 54                                     | –                                      | - BEL: złota płyta - FRA: złota płyta - GER: platynowa płyta - SWI: platynowa płyta - POL: platynowa płyta                                           | –                       |
| 2016                                                     | „Stronger”                   | Arty                    | –                                      | –                                      | –                                      | –                                      | –                                      | –                                      | –                                      | –                                      | –                                      | –                                      | –                                      | brak | Glorious                |
| 2018                                                     | „Believe” (& Camila Recchio) | Alex Aldea              | –                                      | –                                      | –                                      | –                                      | –                                      | –                                      | –                                      | –                                      | –                                      | –                                      | –                                      | brak | The First Mrs. Claus    |
| „–” oznacza, że singel nie był notowany na danej liście. |                              |                         |                                        |                                        |                                        |                                        |                                        |                                        |                                        |                                        |                                        |                                        |                                        | |                         |

### Teledyski

#### Jako główny artysta
| Tytuł                    | Rok  | Reżyser(zy)                     | Źródło |
| ------------------------ | ---- | ------------------------------- | ------ |
| „If You Fall”            | 2017 | Blaine Hogan                    | [ 86 ] |
| „In My Bones”            | 2020 | Fabian Weigele                  | [ 87 ] |
| „Good Times Hard Times”  | 2020 | nieznany                        | [ 39 ] |
| „Don't Make Me Miss You” | 2021 | nieznany                        | [ 47 ] |
| „Melody”                 | 2021 | nieznany                        | [ 51 ] |
| „Manila”                 | 2021 | Tamino Zuch, Damian Pociapowicz | [ 55 ] |

#### Jako artysta gościnny
| Tytuł           | Rok  | Główny artysta          | Reżyser(zy)                               | Źródło |
| --------------- | ---- | ----------------------- | ----------------------------------------- | ------ |
| „Whisper”       | 2011 | Camila Recchio          | nieznany                                  | [ 88 ] |
| „Can’t Hold Us” | 2013 | Macklemore & Ryan Lewis | Ryan Lewis Jason Koenig Jon Jon Augustavo | [ 89 ] |
| „Don’t Worry”   | 2015 | Madcon                  | Johnny Powers Severin                     | [ 90 ] |

## Nagrody i nominacje
| Rok  | Nazwa                                         | Tytułem         | Kategoria                     | Wynik     | Źr.           |
| ---- | --------------------------------------------- | --------------- | ----------------------------- | --------- | ------------- |
| 2013 | MTV Video Music Awards 2013                   | „Can’t Hold Us” | teledysk hip hopowy           | Wygrana   | [ 91 ]        |
| 2013 | MTV Video Music Awards 2013                   | „Can’t Hold Us” | najlepsza reżyseria           | Nominacja | [ 91 ]        |
| 2013 | MTV Video Music Awards 2013                   | „Can’t Hold Us” | najlepszy montaż              | Nominacja | [ 91 ]        |
| 2013 | MTV Video Music Awards 2013                   | „Can’t Hold Us” | najlepsza kinematografia      | Wygrana   | [ 91 ]        |
| 2014 | Nagroda Grammy                                | „Can’t Hold Us” | brak                          | Nominacja | [ 3 ]         |
| 2021 | Les Etoiles de La Nouvelle Scène Virgin Radio | całokształt     | Best International New Artist | Nominacja | [ 92 ] [ 93 ] |